# Genoa 1893 1991-1992
Questa voce raccoglie le informazioni riguardanti il Genoa 1893 nelle competizioni ufficiali della stagione 1991-1992.

## Stagione
Nell'annata 1991-1992 il Genoa, ancora affidato ad Osvaldo Bagnoli, disputa il massimo campionato raccogliendo 29 punti, dei quali 17 nel girone di andata; ha poi una flessione nella tornata conclusiva, senza tuttavia mai rischiare troppo.
In questa stagione il Grifone ha esordito nelle coppe confederali, partecipando alla Coppa UEFA in virtù del quarto posto conseguito nel campionato precedente. I debuttanti rossoblù sono stati l'autentica rivelazione del torneo, uscendo solo in semifinale contro gli olandesi dell'Ajax, poi vincitori del trofeo, dopo aver eliminato nei turni precedenti gli spagnoli del Real Oviedo, due squadre di Bucarest (la Dinamo e la Steaua) e i rientranti inglesi del Liverpool – in particolare, la vittoria 1-2 nel retour match del 18 marzo 1992 ad Anfield è la prima di una squadra italiana sul campo dei Reds.
Nella Coppa Italia il Genoa entra in scena nel secondo turno eliminatorio, battendo il Taranto; quindi nel terzo turno ha superato il Pisa, finché nei quarti di finale è stato estromesso dal Parma, che in seguito si aggiudicherà la manifestazione.
Due i frombolieri dell'attacco genoano: l'uruguaiano Carlos Aguilera con 18 reti, dei quali 10 in campionato, 4 in Coppa Italia e 4 in Coppa UEFA, e il cecoslovacco Tomas Skuhravy autore di 15 centri, dei quali 11 in campionato, uno in Coppa Italia e 3 in Coppa UEFA.

## Rosa

il mediano Stefano Eranio, alla sua ottava e ultima stagione a Genova, qui in azione nella semifinale di Coppa UEFA contro l'Ajax.

| N. |                    | Ruolo | Calciatore                    |
| -- | ------------------ | ----- | ----------------------------- |
|    | Italia (bandiera)  | P     | Gianluca Berti                |
|    | Italia (bandiera)  | P     | Simone Braglia                |
|    | Italia (bandiera)  | P     | Manuel Ghizzardi              |
|    | Brasile (bandiera) | D     | Branco                        |
|    | Italia (bandiera)  | D     | Nicola Caricola               |
|    | Italia (bandiera)  | D     | Fulvio Collovati              |
|    | Italia (bandiera)  | D     | Massimiliano Corrado          |
|    | Italia (bandiera)  | D     | Armando Ferroni               |
|    | Italia (bandiera)  | D     | Andrea Fortunato              |
|    | Italia (bandiera)  | D     | Christian Panucci             |
|    | Italia (bandiera)  | D     | Gianluca Signorini (capitano) |
|    | Italia (bandiera)  | D     | Vincenzo Torrente             |
|    | Italia (bandiera)  | C     | Andrea Bianchi                |
|    | Italia (bandiera)  | C     | Mario Bortolazzi              |

| N. |                           | Ruolo | Calciatore              |
| -- | ------------------------- | ----- | ----------------------- |
|    | Italia (bandiera)         | C     | Luca Cavallo            |
|    | Italia (bandiera)         | C     | Stefano Eranio          |
|    | Italia (bandiera)         | C     | Valeriano Fiorin        |
|    | Italia (bandiera)         | C     | Roberto Onorati         |
|    | Italia (bandiera)         | C     | Paolo Ponzo             |
|    | Italia (bandiera)         | C     | Gennaro Ruotolo         |
|    | Italia (bandiera)         | C     | Fabio Visca             |
|    | Uruguay (bandiera)        | A     | Carlos Alberto Aguilera |
|    | Italia (bandiera)         | A     | Andrea Cecchini         |
|    | Italia (bandiera)         | A     | Maurizio Iorio          |
|    | Italia (bandiera)         | A     | Marco Marzi             |
|    | Italia (bandiera)         | A     | Marco Pacione           |
|    | Cecoslovacchia (bandiera) | A     | Tomáš Skuhravý          |

## Calciomercato
| Acquisti | Acquisti | Acquisti | Acquisti |
| R.       | Nome     | da       | Modalità |
| -------- | -------- | -------- | -------- |

| Cessioni | Cessioni         | Cessioni | Cessioni   |
| R.       | Nome             | a        | Modalità   |
| -------- | ---------------- | -------- | ---------- |
| D        | Andrea Fortunato | Pisa     | prestito   |
| A        | Marco Marzi      | Reggiana | definitivo |

## Risultati

### Serie A

#### Girone di andata
| Arbitro: | Mughetti (Cesena) |

|                             |           |  |
| Bortolazzi 23’ Aguilera 45’ | Marcatori |  |

| Arbitro: | Fabricatore (Roma) |

|                                          |           |                     |
| Faccenda 10’ Batistuta 45’ Maiellaro 90’ | Marcatori | 54’ (rig.) Aguilera |

| Arbitro: | Bazzoli (Merano) |

|                     |           |  |
| Aguilera 61’ (rig.) | Marcatori |  |

| Roma 22 settembre 1991 4ª giornata | Roma             | 0 – 0 referto | Genoa | Stadio Olimpico\| Arbitro: \| Cornieti (Forlì) \| |
| Arbitro:                           | Cornieti (Forlì) |               |       |                                                   |

| Arbitro: | Luci (Firenze) |

|                       |           |              |
| Van Basten 85’ (rig.) | Marcatori | 12’ Skuhravy |

| Arbitro: | Sguizzato (Verona) |

|                             |           |                  |
| Aguilera 60’ Bortolazzi 68’ | Marcatori | 7’ (rig.) Corini |

| Arbitro: | Pairetto (Nichelino) |

|            |           |              |
| G. Pin 35’ | Marcatori | 82’ Aguilera |

| Genova 27 ottobre 1991 8ª giornata | Genoa            | 0 – 0 referto | Sampdoria | Stadio Luigi Ferraris\| Arbitro: \| D'Elia (Salerno) \| |
| Arbitro:                           | D'Elia (Salerno) |               |           |                                                         |

| Arbitro: | Felicani (Bologna) |

|  |           |                            |
|  | Marcatori | 62’ Bianchezi 90’ Caniggia |

| Arbitro: | Baldas (Trieste) |

|                                |           |            |
| Prytz 23’ (rig.) Raducioiu 49’ | Marcatori | 28’ Eranio |

| Arbitro: | Cardona (Milano) |

|                              |           |                             |
| Skuhravy 31’ N. Caricola 72’ | Marcatori | 45’ Francescoli 59’ Fonseca |

| Arbitro: | Amendolia (Messina) |

|           |           |                         |
| Platt 87’ | Marcatori | 45’ Fiorin 63’ Skuhravy |

| Arbitro: | Quartuccio (Torre Annunziata) |

|                              |           |  |
| Aguilera 20’ Grun 87’ (aut.) | Marcatori |  |

| Arbitro: | Nicchi (Arezzo) |

|                      |           |                         |
| Brehme 16’ Pizzi 80’ | Marcatori | 61’ Aguilera 72’ Eranio |

| Arbitro: | Cinciripini (Ascoli Piceno) |

|              |           |                |
| Aguilera 85’ | Marcatori | 60’ Casagrande |

| Arbitro: | Fucci (Salerno) |

|              |           |  |
| Petrescu 42’ | Marcatori |  |

| Arbitro: | Pairetto (Nichelino) |

|                        |           |                                            |
| Skuhravy 30’, 58’, 90’ | Marcatori | 14’ Zola 29’ Silenzi 40’ Careca 84’ Alemao |

#### Girone di ritorno
| Arbitro: | Quartuccio (Torre Annunziata) |

|                  |           |              |
| Dezotti 38’, 46’ | Marcatori | 65’ Skuhravy |

| Arbitro: | Trentalange (Torino) |

|                                  |           |                   |
| Skuhravy 8’, 18’ N. Caricola 59’ | Marcatori | 1’, 80’ Batistuta |

| Arbitro: | Mughetti (Cesena) |

|  |           |                             |
|  | Marcatori | 67’ Bortolazzi 85’ Aguilera |

| Arbitro: | Lanese (Messina) |

|              |           |             |
| Aguilera 45’ | Marcatori | 83’ Hassler |

| Genova 23 febbraio 1992 22ª giornata | Genoa              | 0 – 0 referto | Milan | Stadio Luigi Ferraris\| Arbitro: \| Sguizzato (Verona) \| |
| Arbitro:                             | Sguizzato (Verona) |               |       |                                                           |

| Arbitro: | Beschin (Legnago) |

|                                          |           |  |
| R. Baggio 15’, 85’ A. Ferroni 90’ (aut.) | Marcatori |  |

| Arbitro: | Bazzoli (Merano) |

|              |           |  |
| Skuhravy 18’ | Marcatori |  |

| Arbitro: | Trentalange (Torino) |

|                            |           |                             |
| Katanec 15’ R. Mancini 41’ | Marcatori | 3’ Signorini 18’ Bortolazzi |

| Arbitro: | Fucci (Salerno) |

|              |           |  |
| Caniggia 47’ | Marcatori |  |

| Arbitro: | D'Elia (Salerno) |

|            |           |  |
| Branco 24’ | Marcatori |  |

| Arbitro: | Mughetti (Cesena) |

|              |           |             |
| Gaudenzi 46’ | Marcatori | 56’ Ruotolo |

| Arbitro: | Trentalange (Torino) |

|              |           |                                   |
| Skuhravy 36’ | Marcatori | 33’ A. Carbone 43’ Soda 81’ Boban |

| Arbitro: | Stafoggia (Pesaro) |

|                        |           |  |
| Minotti 64’ Brolin 78’ | Marcatori |  |

| Arbitro: | Ceccarini (Livorno) |

|                 |           |                                |
| N. Caricola 60’ | Marcatori | 66’ (rig.) Pizzi 67’ Klinsmann |

| Arbitro: | Lanese (Messina) |

|                                                   |           |  |
| G. Bresciani 17’ Scifo 60’ Vieri 72’ Policano 79’ | Marcatori |  |

| Arbitro: | Scaramuzza (Mestre) |

|  |           |                          |
|  | Marcatori | 39’ Rambaudi 46’ Signori |

| Arbitro: | Rodomonti (Teramo) |

|              |           |  |
| M. Mauro 70’ | Marcatori |  |

### Coppa Italia

#### Turni preliminari
| Taranto 28 agosto 1991 Secondo turno - Andata | Taranto   | 0 – 1       | Genoa | Stadio Salinella |
| \| \| \| \| \| \| Marcatori \| 87’ Pacione \| |           |             |       |                  |
|                                               |           |             |       |                  |
|                                               | Marcatori | 87’ Pacione |       |                  |

| Arbitro: | Vincenzo Fucci (Salerno) |

|                     |           |                |
| Aguilera 107’, 116’ | Marcatori | 36’ Giacchetta |

#### Fase finale
| Arbitro: | Gianni Beschin (Legnago) |

|                          |           |  |
| Taccola 17’ Ferrante 85’ | Marcatori |  |

| Arbitro: | Pietro D'Elia (Salerno) |

|                                                             |           |  |
| Bortolazzi 10’ Ruotolo 45’ Aguilera 57’ (rig.) Skuhravý 76’ | Marcatori |  |

| Arbitro: | Rosario Lo Bello (Siracusa) |

|                          |           |  |
| Minotti 68’ Catanese 87’ | Marcatori |  |

| Arbitro: | Fabio Baldas (Trieste) |

|              |           |                                |
| Aguilera 10’ | Marcatori | 16’ (aut.) Signorini 52’ Melli |

### Coppa UEFA
| Arbitro: | Fredriksson |

|           |           |  |
| Bango 44’ | Marcatori |  |

| Arbitro: | Schmidhuber |

|                                  |           |            |
| Skuhravý 20’, 89’ N.Caricola 72’ | Marcatori | 37’ Carlos |

| Arbitro: | Sundell |

|                                     |           |                      |
| Aguilera 15’, 59’ (rig.) Branco 22’ | Marcatori | 88’ (aut.) Signorini |

| Arbitro: | Lewis |

|                              |           |                              |
| Gerstenmájer 68’ Cristea 89’ | Marcatori | 8’ (aut.) Matei 53’ Aguilera |

| Arbitro: | Soriano Aladren |

|  |           |              |
|  | Marcatori | 21’ Skuhravý |

| Arbitro: | Marko |

|              |           |  |
| Aguilera 60’ | Marcatori |  |

| Arbitro: | Forstinger |

|                       |           |  |
| Fiorin 39’ Branco 88’ | Marcatori |  |

| Arbitro: | Van der Wijngaert |

|          |           |                   |
| Rush 49’ | Marcatori | 27’, 72’ Aguilera |

| Arbitro: | Nielsen |

|                   |           |                                  |
| Aguilera 73’, 80’ | Marcatori | 1’ Pettersson 60’ Roy 89’ Winter |

| Arbitro: | Biguet |

|              |           |           |
| Bergkamp 46’ | Marcatori | 37’ Iorio |

## Statistiche

### Statistiche di squadra
| Competizione | Punti | In casa | In casa | In casa | In casa | In casa | In casa | In trasferta | In trasferta | In trasferta | In trasferta | In trasferta | In trasferta | Totale | Totale | Totale | Totale | Totale | Totale | DR  |
| Competizione | Punti | G       | V       | N       | P       | Gf      | Gs      | G            | V            | N            | P            | Gf           | Gs           | G      | V      | N      | P      | Gf     | Gs     | DR  |
| ------------ | ----- | ------- | ------- | ------- | ------- | ------- | ------- | ------------ | ------------ | ------------ | ------------ | ------------ | ------------ | ------ | ------ | ------ | ------ | ------ | ------ | --- |
| Serie A      | 29    | 17      | 7       | 5       | 5       | 21      | 20      | 17           | 2            | 6            | 9            | 14           | 27           | 34     | 9      | 11     | 14     | 35     | 47     | -12 |
| Coppa Italia |       | 3       | 2       | 0       | 1       | 7       | 3       | 3            | 1            | 0            | 2            | 1            | 4            | 6      | 3      | 0      | 3      | 8      | 7      | +1  |
| Coppa UEFA   |       | 5       | 4       | 0       | 1       | 11      | 5       | 5            | 2            | 2            | 1            | 6            | 5            | 10     | 6      | 2      | 2      | 17     | 10     | +7  |
| Totale       |       | 25      | 13      | 5       | 7       | 39      | 28      | 25           | 5            | 8            | 12           | 21           | 36           | 50     | 18     | 13     | 19     | 60     | 64     | -4  |

### Statistiche dei giocatori
| Giocatore        | Serie A  | Serie A | Serie A     | Serie A    | Coppa Italia | Coppa Italia | Coppa Italia | Coppa Italia | Coppa UEFA | Coppa UEFA | Coppa UEFA  | Coppa UEFA | Totale   | Totale | Totale      | Totale     |
| Giocatore        | Presenze | Reti    | Ammonizioni | Espulsioni | Presenze     | Reti         | Ammonizioni  | Espulsioni   | Presenze   | Reti       | Ammonizioni | Espulsioni | Presenze | Reti   | Ammonizioni | Espulsioni |
| ---------------- | -------- | ------- | ----------- | ---------- | ------------ | ------------ | ------------ | ------------ | ---------- | ---------- | ----------- | ---------- | -------- | ------ | ----------- | ---------- |
| C. Aguilera      | 34       | 10      | ?           | ?          | 6            | 4            | ?            | ?            | 9          | 8          | ?           | ?          | 49       | 22     | ?           | ?          |
| G. Berti         | 7        | -13     | ?           | ?          | 3            | -3           | ?            | ?            | 1          | 0          | ?           | ?          | 11       | -16    | ?           | ?          |
| A. Bianchi       | 4        | 0       | ?           | ?          | 4            | 0            | ?            | ?            | 1          | 0          | ?           | ?          | 9        | 0      | ?           | ?          |
| M. Bortolazzi    | 32       | 4       | ?           | ?          | 5            | 1            | ?            | ?            | 10         | 0          | ?           | ?          | 47       | 5      | ?           | ?          |
| S. Braglia       | 27       | -34     | ?           | ?          | 3            | -4           | ?            | ?            | 9          | -10        | ?           | ?          | 39       | -48    | ?           | ?          |
| Branco           | 23       | 1       | ?           | ?          | 3            | 0            | ?            | ?            | 8          | 2          | ?           | ?          | 34       | 3      | ?           | ?          |
| N. Caricola (II) | 24       | 3       | ?           | ?          | 5            | 0            | ?            | ?            | 8          | 1          | ?           | ?          | 37       | 4      | ?           | ?          |
| A. Cecchini      | -        | -       | -           | -          | -            | -            | -            | -            | 1          | 0          | ?           | ?          | 1        | 0      | 0+          | 0+         |
| F. Collovati     | 18       | 0       | ?           | ?          | 3            | 0            | ?            | ?            | 5          | 0          | ?           | ?          | 26       | 0      | ?           | ?          |
| M. Corrado       | 2        | 0       | ?           | ?          | -            | -            | -            | -            | 1          | 0          | ?           | ?          | 3        | 0      | 0+          | 0+         |
| S. Eranio        | 29       | 2       | ?           | ?          | 6            | 0            | ?            | ?            | 9          | 0          | ?           | ?          | 44       | 2      | ?           | ?          |
| A. Ferroni (II)  | 18       | 0       | ?           | ?          | 3            | 0            | ?            | ?            | 6          | 0          | ?           | ?          | 27       | 0      | ?           | ?          |
| V. Fiorin        | 28       | 1       | ?           | ?          | 6            | 0            | ?            | ?            | 7          | 1          | ?           | ?          | 41       | 2      | ?           | ?          |
| A. Fortunato     | -        | -       | -           | -          | 2            | 0            | ?            | ?            | 1          | 0          | ?           | ?          | 3        | 0      | 0+          | 0+         |
| M. Iorio         | 10       | 0       | ?           | ?          | 2            | 0            | ?            | ?            | 2          | 1          | ?           | ?          | 14       | 1      | ?           | ?          |
| R. Onorati       | 22       | 0       | ?           | ?          | 5            | 0            | ?            | ?            | 9          | 0          | ?           | ?          | 36       | 0      | ?           | ?          |
| M. Pacione       | 4        | 0       | ?           | ?          | 2            | 1            | ?            | ?            | 1          | 0          | ?           | ?          | 7        | 1      | ?           | ?          |
| C. Panucci       | 1        | 0       | ?           | ?          | -            | -            | -            | -            | -          | -          | -           | -          | 1        | 0      | 0+          | 0+         |
| G. Ruotolo       | 33       | 1       | ?           | ?          | 5            | 1            | ?            | ?            | 10         | 0          | ?           | ?          | 48       | 2      | ?           | ?          |
| G. Signorini     | 33       | 1       | ?           | ?          | 5            | 0            | ?            | ?            | 9          | 0          | ?           | ?          | 47       | 1      | ?           | ?          |
| T. Skuhravy      | 32       | 11      | ?           | ?          | 4            | 1            | ?            | ?            | 10         | 3          | ?           | ?          | 46       | 15     | ?           | ?          |
| V. Torrente      | 28       | 0       | ?           | ?          | 6            | 0            | ?            | ?            | 8          | 0          | ?           | ?          | 42       | 0      | ?           | ?          |